# 第19無人機哨戒飛行隊 (アメリカ海軍)
第19無人機哨戒飛行隊（だい19むじんきしょうかいひこうたい、英: Unmanned Patrol Squadron 19、略称：VUP-19）は、アメリカ海軍第11哨戒偵察航空団隷下の無人機部隊。愛称はビッグレッド（英: Big Red）。第二次世界大戦後の1946年7月4日に第907予備役哨戒飛行隊（英: Reserve Patrol Squadron 907）として編成され、数度の改編を経て1953年に第19哨戒飛行隊（英: Patrol Squadron 19）となり、1991年8月31日に解隊された。2013年10月1日に第19無人機哨戒飛行隊として再編成された。フロリダ州ジャクソンビル海軍航空基地に所在し、無人航空機としてMQ-4Cを運用する。

## 歴代運用機

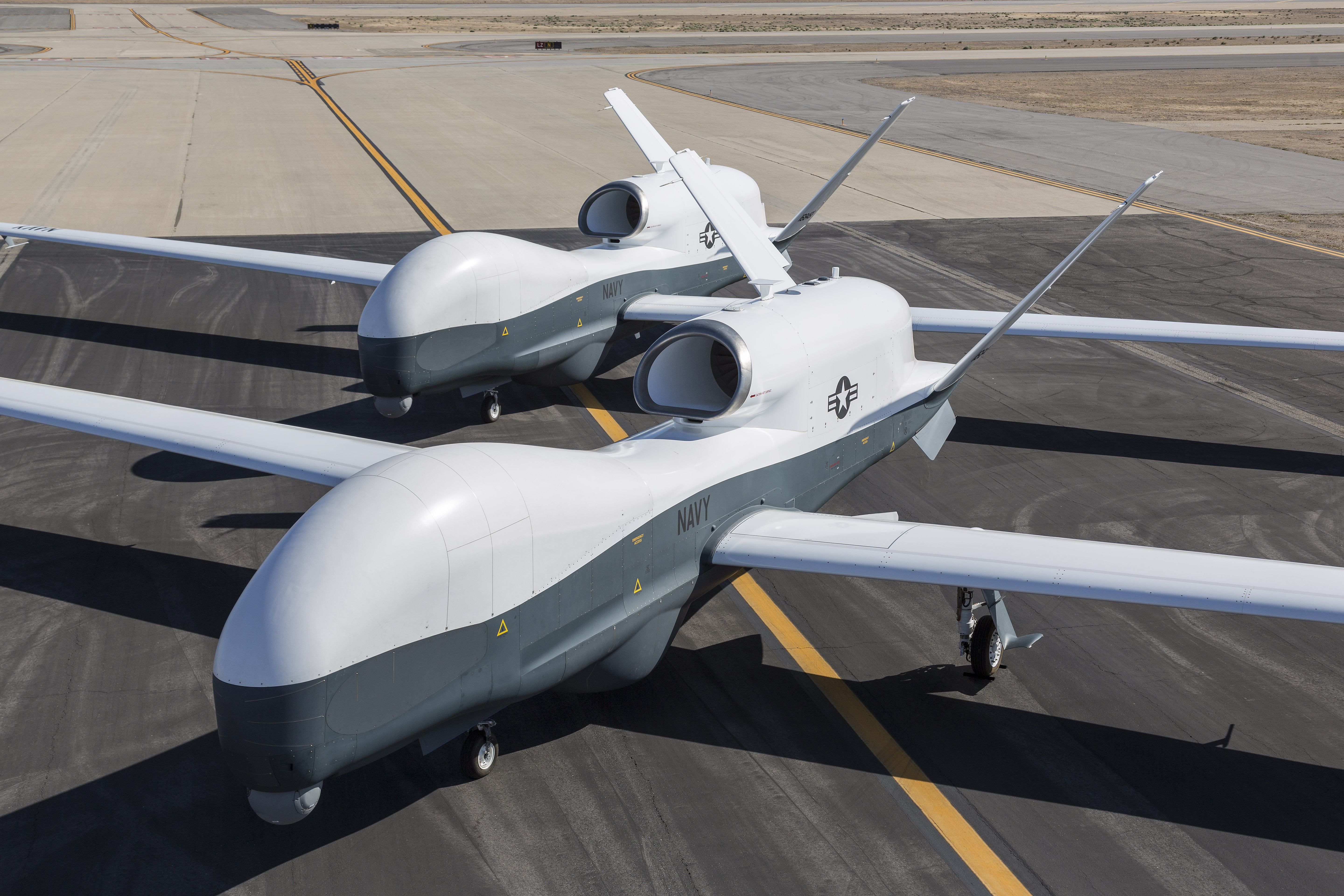
第19無人機哨戒飛行隊のMQ-4C

- 哨戒機
  - PV-2
  - PBY-5A/-6A
  - P-2V-2/-3/-5/-7
  - P4Y-2/-2S
  - P-3A/B/C
- 無人航空機
  - MQ-4C